# Oh Ban-suk
Oh Ban-suk (ur. 20 maja 1988 w Gwacheon) – południowokoreański piłkarz grający na pozycji obrońcy. Od 2019 roku zawodnik Muangthong United.

## Życiorys
Jest wychowankiem klubu Konkuk University. W latach 2011–2018 grał w Jeju United FC. 20 września 2018 odszedł do emirackiego Al-Wasl Dubaj. 27 stycznia 2019 został wypożyczony do tajskiego Muangthong United.
W reprezentacji Korei Południowej zadebiutował 28 maja 2018 w wygranym 2:0 meczu z Hondurasem. Został powołany na mistrzostwa świata 2018.